# 非洲刺蝶魚
非洲刺蝶魚，俗名幾內亞神仙，為輻鰭魚綱鱸形目鱸亞目蓋刺魚科的其中一個種。

## 分布
本魚分布於東大西洋區，包括維德角群島、甘比亞、幾內亞、幾內亞比索、聖多美、多哥、塞內加爾、貝南、賴比瑞亞、獅子山、迦納、象牙海岸、奈及利亞、加彭、剛果、喀麥隆、剛果民主共和國等海域。

## 深度
水深1至40公尺。

## 特徵
本魚體側扁，略呈長橢圓，口小，成魚體呈鐵灰色、魚體中間部分為白色。尾鰭、腹鰭、胸鰭黃色；背鰭及臀期的邊緣也為黃色。胸鰭上方有一鑲白邊的黑斑，體長可達45公分。

## 生態
本魚棲息於珊瑚礁。通常單獨地或成對出現。優美地在海扇與珊瑚之間移動。屬雜食性，以藻類、苔蘚蟲、珊瑚蟲等為食。

## 經濟利用
可做為觀賞魚。